# Perú en la clasificación de Conmebol para la Copa Mundial de Fútbol de 1970

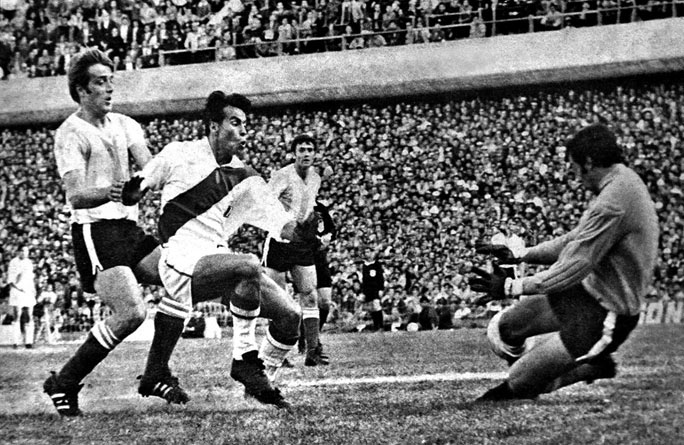
Partido Perú vs Argentina en Buenos Aires (31 de agosto de 1969).

La Selección de fútbol del Perú fue una de las diez selecciones de fútbol que participaron en la clasificación de Conmebol para la Copa Mundial de Fútbol de 1970, en la que se definieron los representantes de Conmebol para la Copa Mundial de Fútbol de 1970, que se desarrolló en México.

## Sistema de juego
Para la Copa Mundial de Fútbol de 1970 de México, la Conmebol disponía de 3 plazas de las 16 totales del mundial. Los 10 equipos se agruparon en 3 grupos; 2 grupos de 3 equipos y otro de 4 equipos. Jugándose por el sistema de liguilla, con encuentros en casa y fuera. Los primeros de grupo se clasificaron para el Mundial.

## Tabla final de posiciones
| Equipo    | Pts. | PJ | PG | PE | PP | GF | GC | Dif. |
| --------- | ---- | -- | -- | -- | -- | -- | -- | ---- |
| Brasil    | 12   | 6  | 6  | 0  | 0  | 23 | 2  | +21  |
| Uruguay   | 7    | 4  | 3  | 1  | 0  | 5  | 0  | +5   |
| Paraguay  | 8    | 6  | 4  | 0  | 2  | 6  | 5  | +1   |
| Perú      | 5    | 4  | 2  | 1  | 1  | 7  | 4  | +3   |
| Bolivia   | 4    | 4  | 2  | 0  | 2  | 5  | 6  | –1   |
| Chile     | 4    | 4  | 1  | 2  | 1  | 5  | 4  | +1   |
| Argentina | 3    | 4  | 1  | 1  | 2  | 4  | 6  | –2   |
| Colombia  | 3    | 6  | 1  | 1  | 4  | 7  | 12 | –5   |
| Ecuador   | 1    | 4  | 0  | 1  | 3  | 2  | 8  | –6   |
| Venezuela | 1    | 6  | 0  | 1  | 5  | 1  | 18 | –17  |

## Partidos

### Grupo 1
| Equipo    | Pts | PJ | PG | PE | PP | GF | GC | Dif |
| --------- | --- | -- | -- | -- | -- | -- | -- | --- |
| Perú      | 5   | 4  | 2  | 1  | 1  | 7  | 4  | +3  |
| Bolivia   | 4   | 4  | 2  | 0  | 2  | 5  | 6  | –1  |
| Argentina | 3   | 4  | 1  | 1  | 2  | 4  | 6  | –2  |

### Local
| 3 de agosto de 1969                                        | Perú                    | 1:0 (1:0) | Argentina | Estadio Nacional, Lima                                              |                                                                     |
|                                                            | Pedro "Perico" León 52' |           |           | Asistencia: 43,147 espectadores Árbitro(s): Ayrton Vieira de Moraes | Asistencia: 43,147 espectadores Árbitro(s): Ayrton Vieira de Moraes |
| Primera Victoria en eliminatorias de Peru sobre Argentina. |                         |           |           |                                                                     |                                                                     |

| 17 de agosto de 1969 | Perú                                                   | 3:0 (3:0) | Bolivia | Estadio Nacional, Lima                                       |                                                              |
|                      | Teófilo Cubillas 36' Luis Cruzado 40' Alberto Gallardo |           |         | Asistencia: 20,670 espectadores Árbitro(s): Sergio Chechelev | Asistencia: 20,670 espectadores Árbitro(s): Sergio Chechelev |

### Visitante
| 10 de agosto de 1969 | Bolivia                                        | 2:1 (1:0) | Perú              | Estadio Hernando Siles, La Paz                               |                                                              |
|                      | Raúl Álvarez 69' · Héctor Chumpitaz 21' (a.g.) |           | Roberto Chale 51' | Asistencia: 20,670 espectadores Árbitro(s): Sergio Chechelev | Asistencia: 20,670 espectadores Árbitro(s): Sergio Chechelev |

| 31 de agosto de 1969 | Argentina                                           | 2:2 (0:0) | Perú                     | Estadio Alberto J. Armando, Buenos Aires                           |                                                                    |
|                      | José Rafael Albrecht 77' (pen.) · Alberto Rendo 87' |           | Oswaldo Ramírez 63', 82' | Asistencia: 53,627 espectadores Árbitro(s): Rafael Hormazabal Diaz | Asistencia: 53,627 espectadores Árbitro(s): Rafael Hormazabal Diaz |

## Jugadores

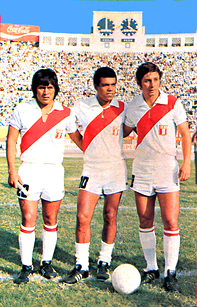
Hugo Sotil, el "Nene" Cubillas y Roberto Chale.

Listado de jugadores que participaron en la Copa Mundial 1970:
| N.º | Nombre                      | Posición      | Clubes                    |
| --- | --------------------------- | ------------- | ------------------------- |
| 1   | Luis Rubiños                | Portero       | Sporting Cristal          |
| 12  | Ruben Correa                | Portero       | Universitario de Deportes |
| 21  | Jesús Goyzueta              | Portero       | Juan Aurich               |
| 2   | Eloy Campos                 | Defensa       | Sporting Cristal          |
| 3   | Orlando "Chito" de La Torre | Defensa       | Sporting Cristal          |
| 4   | Héctor Chumpitaz            | Defensa       | Universitario de Deportes |
| 5   | Nicolás Fuentes             | Defensa       | Universitario de Deportes |
| 13  | Pedro González Zavala       | Defensa       | Universitario de Deportes |
| 14  | José Fernández              | Defensa       | Universitario de Deportes |
| 15  | Javier Gonzáles             | Defensa       | Alianza Lima              |
| 16  | Félix Salinas               | Defensa       | Universitario de Deportes |
| 6   | Ramón Mifflin               | Mediocampista | Sporting Cristal          |
| 7   | Roberto Chale               | Mediocampista | Universitario de Deportes |
| 8   | Julio Baylón                | Mediocampista | Alianza Lima              |
| 17  | Luis Cruzado                | Mediocampista | Universitario de Deportes |
| 19  | Eladio Reyes                | Mediocampista | Juan Aurich               |
| 9   | Pedro "Perico" León         | Delantero     | Alianza Lima              |
| 10  | Teófilo el "Nene" Cubillas  | Delantero     | Alianza Lima              |
| 11  | Alberto Gallardo            | Delantero     | Sporting Cristal          |
| 18  | José del Castillo           | Delantero     | Sporting Cristal          |
| 20  | Hugo el "Cholo" Sotil       | Delantero     | Deportivo Municipal       |
| 22  | Oswaldo "Cachito" Ramírez   | Delantero     | Sport Boys                |

## Resultado final
| Perú                   |
| Clasificado            |
| Copa Mundial de Fútbol |
|                        |
| Segunda participación  |